# تیفا شرقی
تیفا شرقی (نام علمی: Typha orientalis) نام یک گونه از سرده لوئی است.